# Міхал Ролле
Мі́хал (Миха́йло Йо́сипович) Ролле́ (пол. Michał Rolle; 8 липня 1865, м. Кам'янець-Подільський — 11 листопада 1932, м. Львів) — польський публіцист, прозаїк, історик-аматор.
Старший син Юзефа Роллє. Згодом мешкав у Львові в будинку при вул. Собіньського, 6. Був відомим у місті журналістом, від 1902 року працював секретарем літературного клубу «Літературно-мистецьке коло».
У спадок по батькові йому залишилася величезна кількість архівних матеріалів. Використовуючи їх, Міхал Ролле продовжив справу батька. Він видав монографію про ліцей у Кременці «Волинські Афіни» («Ateny Wołyńskie», 1898; друге видання — 1923) та серію популярно-історичних нарисів: «Из прошлого: Ровский округ — Староство Барское» (1908), «З минулих століть» (1908), «In illo tempore» (1914), «Ремінним дишелем» (1914) тощо.
Міхала Ролле поховано на першому полі Личаківського цвинтаря у Львові.